# Harvardovo sveučilište
Harvardovo sveučilište (engl. Harvard University), najstarije sveučilište u SAD-u. Jedno je od najcjenjenijih uz Yaleovo sveučilište i član je "Lige bršljana". Ovo privatno sveučilište smješteno je u Cambridgeu u saveznoj državi Massachusetts. Nazvano je po svećeniku Johnu Harvardu.
Također je i prva i najstarija korporacija u Sjevernoj Americi, osnovana 1636. godine.
Harvardovo sveučilište jedno je od najznamenitijih sveučilišta u svijetu. Mnogi su poznati znanstvenici, pisci i političari ovdje studirali.

## Harvardovo sveučilište kao cjelina
Na Harvardovu prostoru i kampusu nalaze se učionice, parkovi, atletski klub, veslački klub, stadion, crkva, knjižnica i sve što je studentima potrebno da se brže razvijaju.
Na Harvardovu sveučilištu predaju profesori sa svih strana svijeta, znanstvenici, političari i liječnici koji su završili Harvardovo ili Yaleovo sveučilište. Na njemu se studenti mogu pridružiti grupi koja im najviše odgovara, biti sportaši, šahisti, biolozi, a postoje i grupe za politiku, glumu, pravo te mnoge druge.
Na Harvardovo se sveučilište ne može upisati svatko; na njega se upisuju neki od najboljih učenika iz SAD-a i svijeta uz preporuku nekog profesora. Student Harvardova sveučilišta mora se baviti s više izvannastavnih aktivnosti te mora biti na svakom predavanju.

### Istraživački instituti
Na Harvardovu sveučilištu nalaze se sljedeći instituti za istraživanja:
- Broad Institute of MIT and Harvard
- Harvardov institut za klinička istraživanja
- Harvardov institut za ekonomske znanosti
- Harvardov ukrajinski istraživački institut
- Institut za kvantitativnu društvenu znanost
- Radcliffeov institut za napredne studije
- Schepensov institut za istraživanje oka
- Institut za istraživanje afričkih i afroameričkih znanosti W. E. B. Du Boisa

### Poznati diplomanti
- Al Gore - američki političar
- Mark Zuckerberg - osnivač Facebooka
- John F. Kennedy - 35. američki predsjednik
- Barack Obama - 44. američki predsjednik
- Jack Lemmon - glumac
- Natalie Portman - glumica
- Mira Sorvino - glumica

## Vanjske poveznice
- Službena stranica
- HBS.edu
- Harvardov pravni fakultet